# Karboksyterapia
Karboksyterapia – zabieg medycyny estetycznej, który ma na celu poprawę niedoskonałości skórnych. Podczas zabiegu wykorzystywany jest dwutlenek węgla, który pozwala w małoinwazyjny sposób poprawić wygląd skóry na całym ciele. Karboksyterapia spowalnia procesy starzeniowe oraz pobudza krążenie. Jest polecanym zabiegiem dla osób, które chcą pozbyć się cellulitu, blizn pozabiegowych oraz rozstępów. 

## Przeciwwskazania
Zabieg karboksyterapii nie powinien być stosowany u kobiet w ciąży oraz w okresie laktacji. Wykluczeniem są także choroby nerek, płuc, serca, zdiagnozowana padaczka oraz cukrzyca. Na karboksyterapię nie powinny się także decydować osoby cierpiące na trądzik różowaty oraz infekcje w miejscach poddawanych zabiegowi. Przed wykonaniem zabiegu niezbędna jest konsultacja z lekarzem i przeprowadzenie szczegółowego wywiadu z pacjentem.